# Louis David
Pour les articles homonymes, voir Louis David (homme politique) et David.
Ne doit pas être confondu avec Jacques-Louis David.
Louis David (né Louis André David), né le 14 juillet 1927 à Lyon et mort le 15 octobre 2016 dans cette même ville, est un professeur des universités spécialisé dans la géologie et la paléontologie.

## Biographie
Louis David est directeur du Muséum d'histoire naturelle « Guimet » de Lyon, de 1964 à 1999 où il succède à Jean Viret. Il préside  l'université Claude Bernard Lyon 1 de 1981 à 1982, il dirige l’école de Géologie lyonnaise de 1962 à 1987.
Il est membre de la  Société linnéenne de Lyon, à partir du 10 février 1948 ; en 1976  il rejoint  l’Académie des Sciences, Belles-Lettres et Arts de Lyon, et consacre son  discours de réception aux « eaux publiques de Lyon ». Il  préside l’Académie en 2000,et dirige la publication de Trois siècles d’histoire lyonnaise. L’Académie des Sciences, Belles-Lettres et Arts de Lyon 1700-2000.
Il publie de nombreux articles dans Géologie Méditerranéenne, les  Publications de la Société Linnéenne de Lyon, les Publications du musée des Confluences, les Travaux et Documents des Laboratoires de Géologie de Lyon (54 publications de 1962 à 1974). 
Il est l'auteur d'essais sous le pseudonyme de « Chaon Grattepierre », chaon étant une variante du mot choin. Passionné par l'histoire et le parler lyonnais, il utilise ce nom lors de son intronisation en 1986 à l’Académie du Gourguillon et des Pierres Plantées, « gardienne de la mémoire et du parler lyonnais ». Il en deviendra le chancelier en 1991.

### Famille
En 1950, il se marie à Élise Gaspard, agrégée de sciences naturelles. Il aura deux fils Bruno David, paléontologue et président du Muséum national d'histoire naturelle et Jean-Marc David, chirurgien-dentiste à Lyon.

## Publications
- Géoécriture ou l'Art d'écrire la géologie, Orléans, BRGM, 1985, 150 p. (ISBN 2-7159-0032-5)
- L’Histoire de la terre, Paris, Seghers, 1988, 201 p. (ISBN 978-2-232-10055-0)
- Formations glaciaires et fluvio-glaciaires de la région lyonnaise, Lyon, Université Claude Bernard Lyon 1, 1967, 160 p. (OCLC 26876251)
- L'Homme et les dinosaures, Paris, Le Léopard d'or, 1989, 80 p. (ISBN 978-2-86377-093-1)
- Écrire les sciences de la nature : tout ce qu'il faut savoir pour rédiger mémoires, thèses et articles, Paris, Vuibert, coll. « Interactions », juin 2011, 224 p. (ISBN 978-2-311-00503-5)

### En collaboration
- Louis David, Raymond Barre et Dominique Bertrand, Trois siècles d'histoire Lyonnaise, Lyon, Editions lyonnaises d'art et d'histoire, 2000, 477 p. (ISBN 978-2-84147-097-6)

### Sous le pseudonyme de «Chaon Grattepierre»
- Histoire de l’alme et inclyte Académie du Gourguillon et des Pierres plantées, Lyon, Editions lyonnaises d'art et d'histoire, 1996, 109 p. (ISBN 978-2841470372)
- Le Littré du Gourguillon : dictionnaire français-lyonnais à l'usage de ceux qui veulent parler et écrire correctement, Lyon, Editions lyonnaises d'art et d'histoire, 2003, 285 p. (ISBN 9782841471447)